# Aslı Kalaç
Aslı Kalaç (Istanbul, 13 dicembre 1995) è una pallavolista turca, centrale del Fenerbahçe.

## Carriera

### Club
La carriera di Aslı Kalaç inizia all'età di undici anni, quando entra a far parte del settore giovanile dello Yeşilyurt, dove resta per tre annate, prima di giocare per due campionati con la formazione federale del TVF Spor Lisesi. Nella stagione 2011-12 esordisce in Voleybol 1. Ligi, facendo ritorno allo Yeşilyurt, dove rimane per un biennio.
Nel campionato 2013-14 approda al Galatasaray, in cui milita per sette annate, al termine delle quali, nel campionato 2020-21, firma col Türk Hava Yolları, aggiudicandosi una BVA Cup. Dopo un biennio in bianco-rosso, nella stagione 2022-23 viene ingaggiata dal Fenerbahçe, con cui vince due Supercoppe turche, due scudetti e una Coppa di Turchia.

### Nazionale
Fa parte della nazionale turca under 18, vincendo il campionato europeo 2011 e il campionato mondiale 2011, mentre con la nazionale under 20 si aggiudica il campionato europeo 2012. 
Nel 2013 fa il suo esordio in nazionale maggiore in occasione del World Grand Prix, vincendo in seguito la medaglia d'oro ai I Giochi europei e quella di bronzo ai XVIII Giochi del Mediterraneo, mentre nel 2017, con la nazionale under 23, conquista l'oro al campionato mondiale.
Nel 2021 vince la medaglia di bronzo alla Volleyball Nations League, mentre nell'edizione 2023 del torneo conquista l'oro, seguito, sempre nel 2023, da un altro oro al campionato europeo e alla Coppa del Mondo.

## Palmarès

### Club
- Campionato turco: 2

2022-23, 2023-24
- Coppa di Turchia: 1

2023-24
- Supercoppa turca: 2

2022, 2024
- BVA Cup: 1

2020

### Nazionale (competizioni minori)
- Campionato europeo under 18 2011
- Campionato mondiale under 18 2011
- Campionato europeo under 19 2012
- Montreux Volley Masters 2015
- Giochi europei 2015
- Montreux Volley Masters 2016
- Campionato mondiale under 23 2017
- Giochi del Mediterraneo 2018